# بارزينغهاوزن
بارزينغهاوزن (بالألمانية: Barsinghausen) هي بلدة و بلدة ألمانية تقع في ألمانيا في Hanover region. يقدر عدد سكانها بـ 36,271 نسمة .

## المدن التوأمة
مدن Mont-Saint-Aignan، فورتسن، Gmina Brzeg Dolny و كوفل هي مدن توأمة لـبارزينغهاوزن.

## أعلام
- هانس خواكيم ماك